# Гринбаум, Норман
Но́рман Гринбаум (англ. Norman Greenbaum, род. 20 ноября 1942) — американский певец (автор-исполнитель).
Наиболее известен по своей песне «Spirit in the Sky» (1969, Warner Bros. Records), в которой совместились тяжелый гитарный звук, хлопанье в ладоши и возвышенный религиозный текст. Сингл с ней в 1969—1970 годах продался в более чем 2 миллионах экземпляров.
Как однажды сказал сам Гринбаум, «Я просто еврейский музыкант, который по-настоящему врубался в музыку госпел. Я решил, что рынок для религиозной музыки про Иисуса был больше, чем про Иегову».
Журнал «Rolling Stone» поместил «Spirit in the Sky» на 341 место своего списка «500 величайших песен всех времён» (список 2011 года).

## Дискография
Альбомы
- Spirit in the Sky (1969)
- Norman Greenbaum with Dr. West's Medicine Show and Junk Band (1969)
- Back Home Again (1970)
- Petaluma (1972)

## ССылки
- spiritinthesky.com — официальный сайт Норман Гринбаум
- Норман Грннбаум на сайте AllMusic